# Viby Sjælland Station
Viby Sjælland Station, også kendt forkortet som Viby Sj. Station, er en dansk jernbanestation i Viby på Sjælland.

## Historie
Under sin storhedstid som station på Vestbanen var der tale om en efter forholdende stor arbejdsplads: 1 stationsforstander, 2-3 trafikassistenter og to trafikelever. Desuden var der tilknyttet et postkontor til stationen med egen portør, samt 4-5 postbude til at servicere området. Herudover var der ansat personale til at vedligeholde spor og signaler.
På et tidspunkt var stationen døgnbemandet og stationsforstanderen havde tjenestebolig på 1. sal af den fortsat eksisterende stationsbygning, der rummede en større opvarmet ventesal. En signalhus, pakhuse, vigespor og læsseramper var også en del af stationen.
Datidens toggang var indrettet med øje for, at de fleste af byens borgere arbejdede eller i gik skole i hhv. København eller Roskilde – ligesom i dag. Det betød nogle faste afgange mod Roskilde om morgenen, samt afgange om aftenen, der passede til biografernes spilletider dér. Det var kun lokaltrafikken, der gjorde holdt på stationen. Toggangen mod Fyn var således gennemkørende.

## Antal rejsende
Ifølge Østtællingen var udviklingen i antallet af dagligt afrejsende:
| År   | Antal | År   | Antal | År   | Antal | År   | Antal |
| ---- | ----- | ---- | ----- | ---- | ----- | ---- | ----- |
| 1984 | 1.137 | 1993 | 1.109 | 2000 | 1.136 | 2005 | 1.027 |
| 1987 | 1.097 | 1995 | 1.208 | 2001 | 1.101 | 2006 | 1.113 |
| 1990 | 1.201 | 1996 | 1.206 | 2002 | 1.060 | 2007 | 1.139 |
| 1991 | 1.135 | 1997 | 1.102 | 2003 | 1.093 | 2008 | 988   |
| 1992 | 1.120 | 1998 | 1.113 | 2004 | 1.115 |      |       |

## Elevator
Stationen er anlagt uden elevator og især perronen ved sporet mod Fyn har været svært tilgængelig. Der fører en gangtunnel under sporene og adgangen mellem tunnel og perron skulle ske ad en trappe. Op gennem 2000'erne var der dialog mellem Roskilde Kommune, Banedanmark og DSB om mulighederne for at etablere en elevator. Man blev i 2017 enige om en finansiering, hvor kommunen betalte halvdelen. Projektet blev dog først realiseret i 2019.